# Sendan
Sendan (pers. سندان) – wieś w Iranie, w ostanie Azerbejdżan Wschodni. W 2006 roku miejscowość liczyła 389 mieszkańców w 101 rodzinach.